# Hoa sữa
Hoa sữa, hay còn gọi là mò cua, (danh pháp khoa học: Alstonia scholaris) là một loài thực vật nhiệt đới thường xanh thuộc chi Hoa sữa, họ La bố ma (Apocynaceae).

## Sinh học và sinh thái học

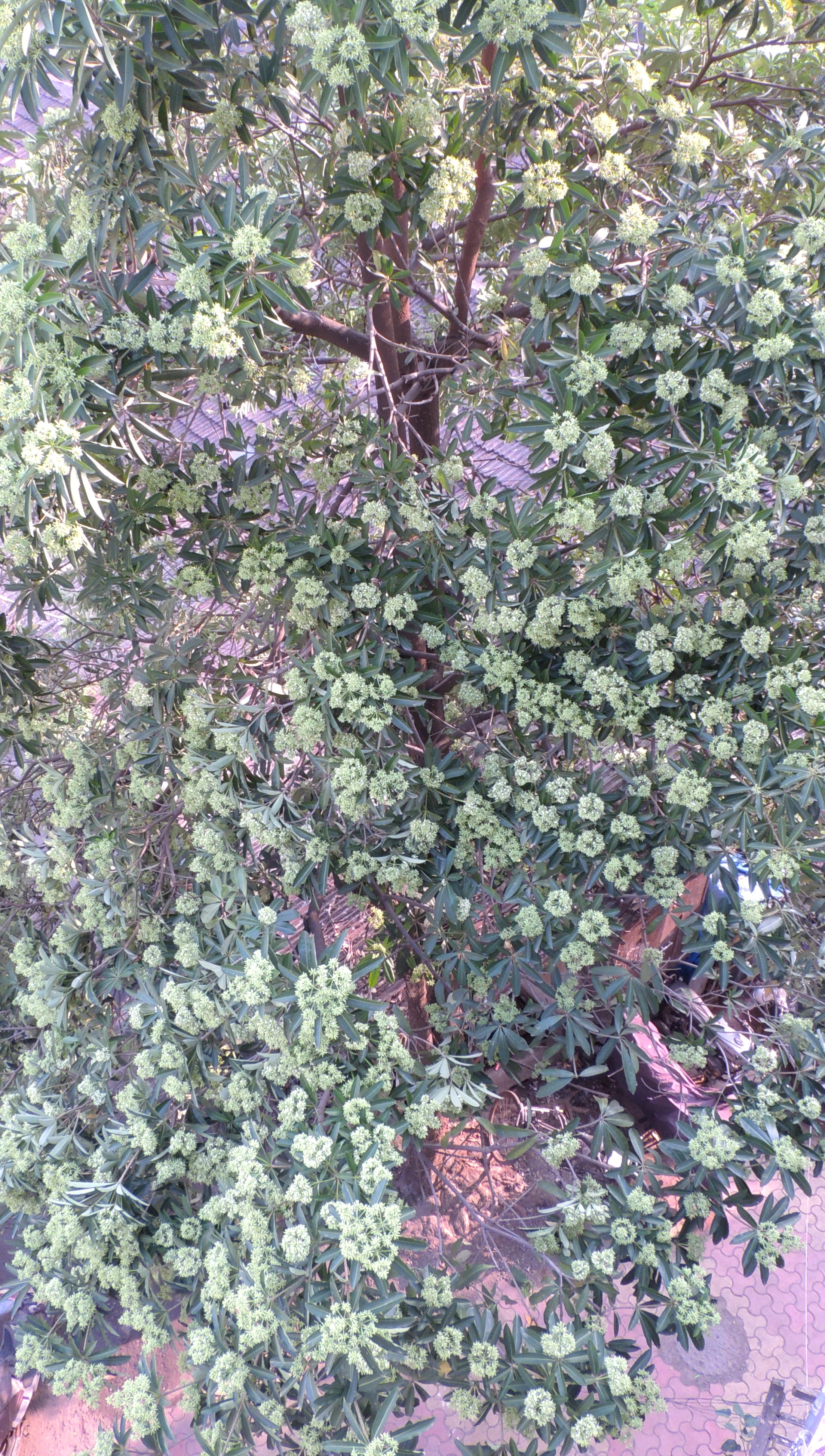
Hoa sữa nở vào tháng 10 năm 2014 ở Mumbai, Ấn Độ

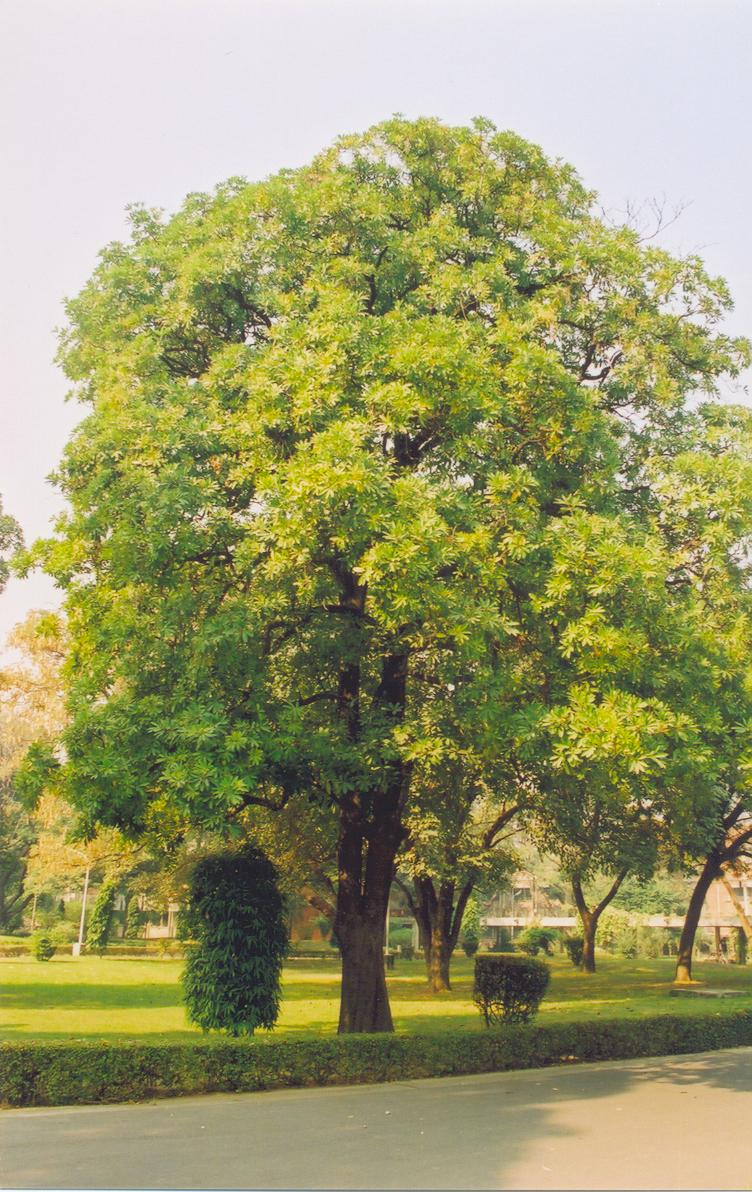
Alstonia scholaris ở Viện công nghệ Ấn Độ - Kanpur

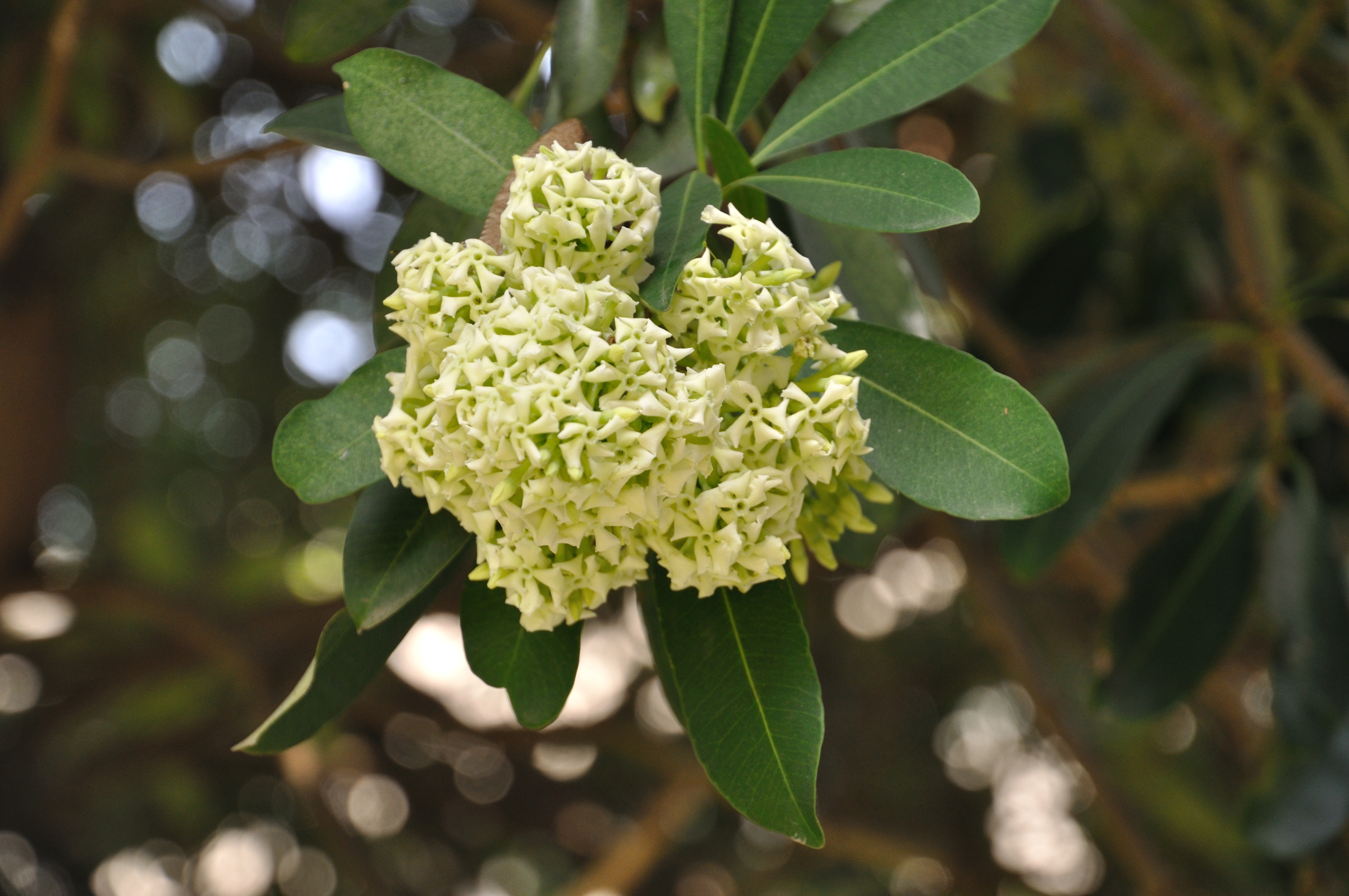
Hoa sữa

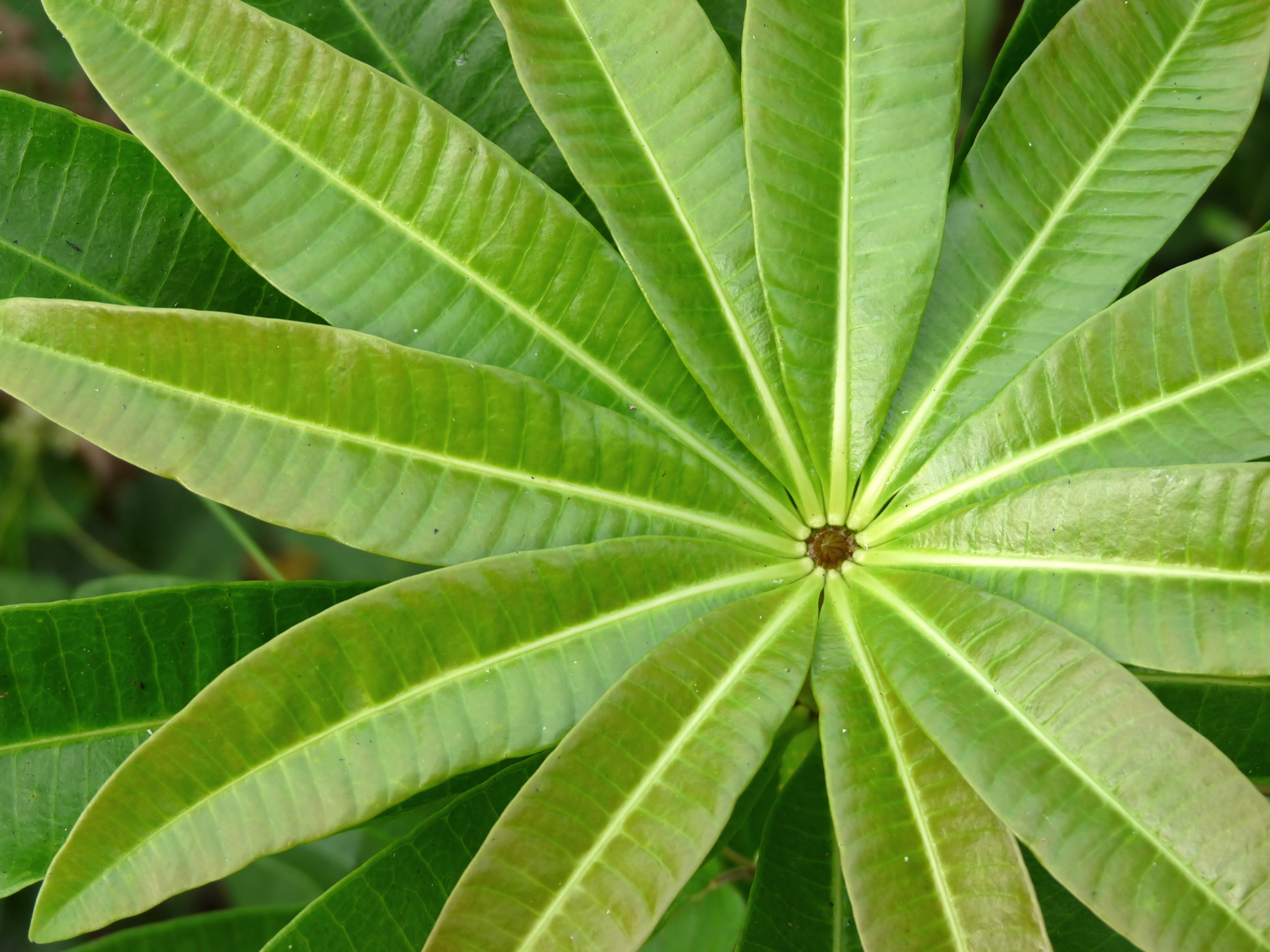
Cách sắp xếp của lá

Cây gỗ nhỡ, thường xanh, có thể cao tới 50m. Sinh trưởng nhịp điệu phân cành thành tầng tán. Thân cây thẳng, tròn, gốc có thể có khía nâu, vỏ nứt nẻ dọc mùn, nhựa màu trắng đục, thịt vỏ màu trắng. Lá đơn nguyên mọc chụm đầu cành từ 3–10 lá. Phiến lá hình trứng ngược, dài 10–25 cm, rộng 4–7 cm, đầu tù hoặc hơi lõm, đuôi nêm. Mặt trên phiến lá xanh bóng, mặt dưới màu xám bạc. Phiến lá có hệ gân lông chim, có từ 25-50 cặp gân thứ cấp, gân thứ cấp lệch góc so với gân chính từ 80–90o. Cuống lá từ 1–3 cm.
Hoa tự tán, bông hoa nhỏ, màu trắng đến vàng nhạt, nở từ tháng 6 đến tháng 11, có mùi thơm như hoa Dạ lý hương. Quả 2 đại, dài 25–30 cm, thõng xuống, mùa quả từ tháng 10 đến tháng mười hai. Hạt nhiều, nhỏ, dẹp, dài 70mm, rộng 2,5mm, mang hai túm lông ở hai đầu, màu trắng. Bộ nhiễm sắc thể 2n = 22.
Cây phân bổ ở rừng hỗn giao, cũng thường được trồng quang thôn bản hoặc cây xanh dọc đường. Trong tự nhiên cây xuất hiện ở độ cao từ 200~1000m so với mực nước biển. Trên thế giới cây phân bổ ở Đông và Nam châu Á, châu Úc: Nam Trung Hoa, Ấn Độ, Nepal, Sri Lanka,Campuchia, Myanma, Thái Lan, Việt Nam, Indonesia, Malaysia, Singapore, Philippines, Úc (Queensland), Papua New Guinea.
Cây cũng được nhập trồng tại nhiều nước khu vực có khí hậu nhiệt đới và cận nhiệt đới khác.
Trong Phật giáo tiểu thừa cây hoa sữa cũng được xem như là một loài cây của sự giác ngộ, nó cũng từng được Đức Phật gọi tên là Thanhankara - තණ්හංකර. Trong tiếng Sinhala nó là රුක් අත්තන.

## Độc tính
Đây là một loài cây độc hại. Một nghiên cứu thí nghiệm trên chuột cho thấy ở liều lượng cao, chất chiết của cây gây tổn thương rõ rệt đối với tất cả các nội tạng chính của cơ thể chuột cống và chuột nhắt. Độc tính dường như phụ thuộc vào cơ quan được nghiên cứu của loài thực vật này, cũng như mùa mà nó được thu hoạch, trong đó vỏ cây được thu hái vào mùa mưa là ít độc nhất, và vỏ cây được thu hái vào mùa hè là độc nhất. Tiêm qua phần màng bụng độc hơn nhiều so với qua đường miệng. Chuột cống nhạy cảm với chất độc hơn chuột nhắt, và các dòng chuột thuần chủng dễ nhiễm độc hơn các dòng lai. Độc tố có thể là do hàm lượng echitamine, một alkaloid, trong vỏ cây.

## Sử dụng
Cây hoa sữa phát triển nhanh, ít sâu bệnh, cho bóng mát quanh năm, có thể sử dụng làm cây bóng mát một cách hạn chế. Gỗ của cây hoa sữa thường nhẹ và có màu trắng, có thể dùng đóng một số đồ gia dụng như làm bút chì, quan tài, và nút chai.

## Mùi hương nồng
Hoa sữa có mùi thơm nếu trồng với mật độ vừa phải và nồng nặc khi trồng với mật độ cao. Ở Việt Nam, một số tỉnh như Quảng Bình, Quảng Trị, Quảng Nam và thành phố Đà Nẵng, vào năm 1994, người dân đã gửi đơn "kiện" hoa sữa do nó được trồng dày đặc trên các đường phố, gây ảnh hưởng đến sức khỏe

## Thơ văn, ca hát
| “ | Hoa sữa vẫn ngọt ngào đầu phố đêm đêm. Có lẽ nào anh lại quên em, có lẽ nào anh lại quên em?... | ” |

| “ | Hà Nội mùa thu, mùa thu Hà Nội, mùa hoa sữa về, thơm từng cơn gió... | ” |

| “ | ...Nhớ phố Quang Trung, đường Nguyễn Du những đêm hoa sữa thơm nồng... | ” |

| “ | ...Chỉ còn mùi hoa sữa nồng nàn trong căn phòng nhỏ, đêm cuối thu trăng lạnh mờ sương... | ” |

| “ | ...Hương hoa sữa lan xa mềm như một lời ru/Như một lời tha thiết... | ” |

| “ | ...Ta còn em, mùi hoàng lan. Ta còn em, mùi hoa sữa... | ” |

| “ | ...Hoa sữa thôi rơi, ta bên nhau một chiều tan lớp... | ” |

Ngoài ra, hoa sữa còn được nhắc đến trong bài hát Hà Nội 12 mùa hoa của nhạc sĩ Giáng Son.

## Hình ảnh

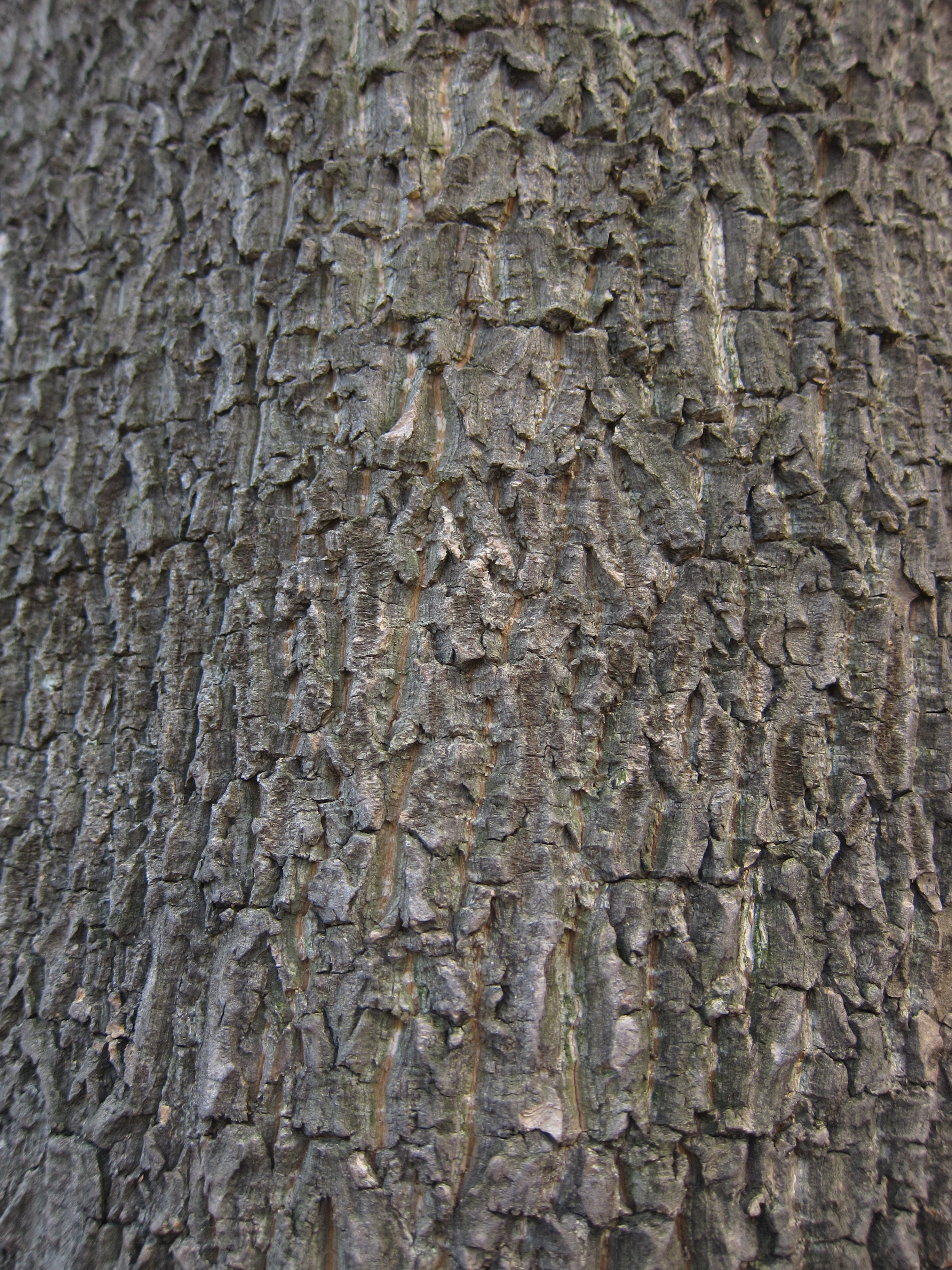
Vết nứt trên vỏ thân cây ở Hồng Kông
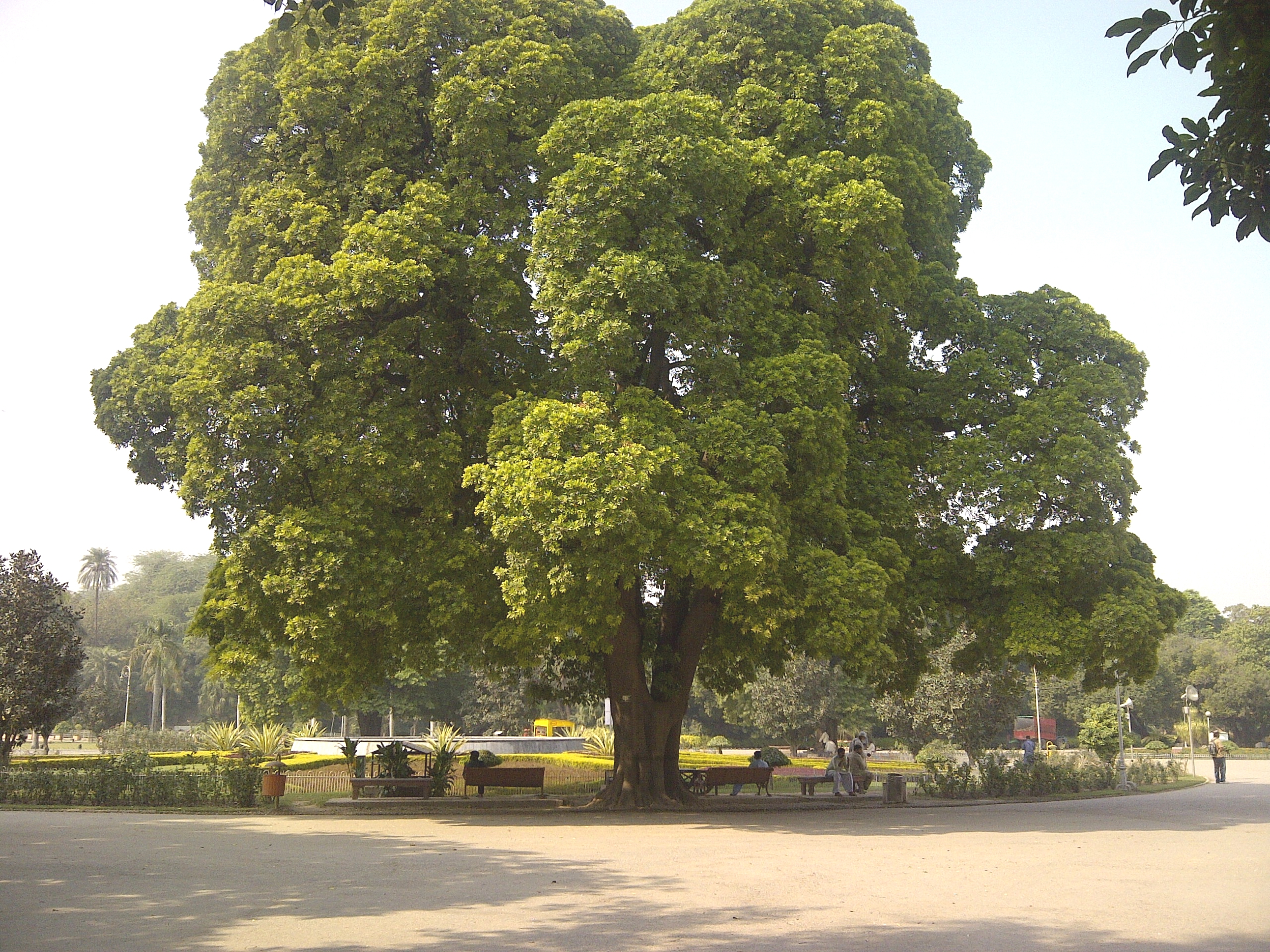
Cây hoa sữa ở Bagh-e-Jinnah, Lahore
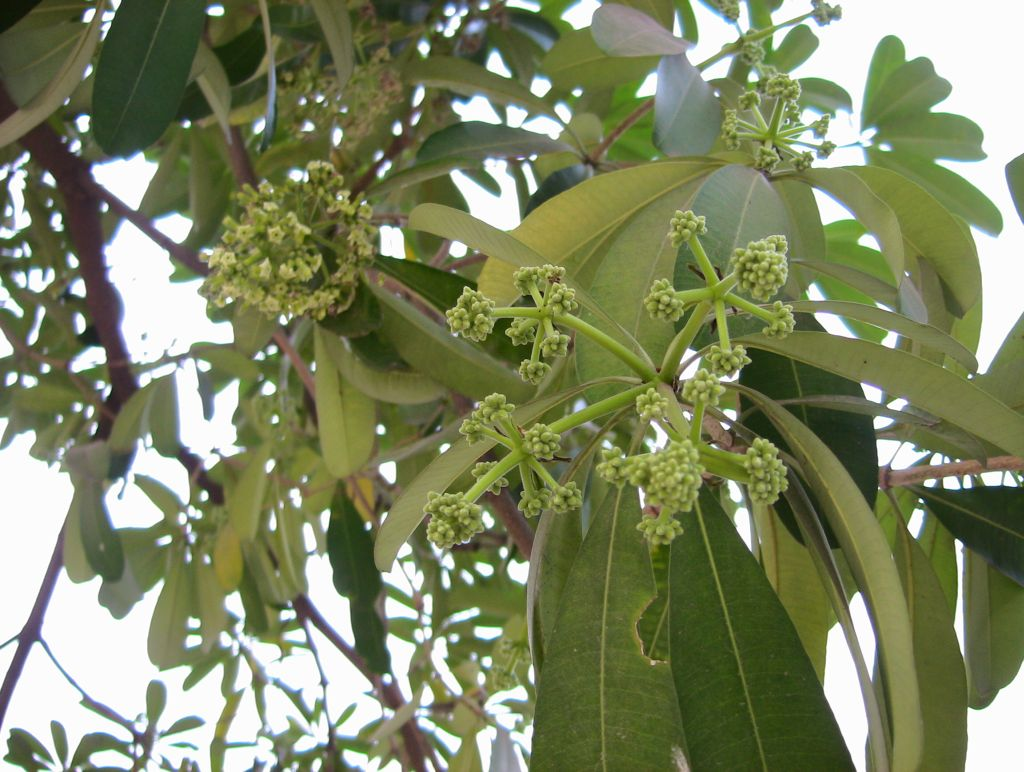
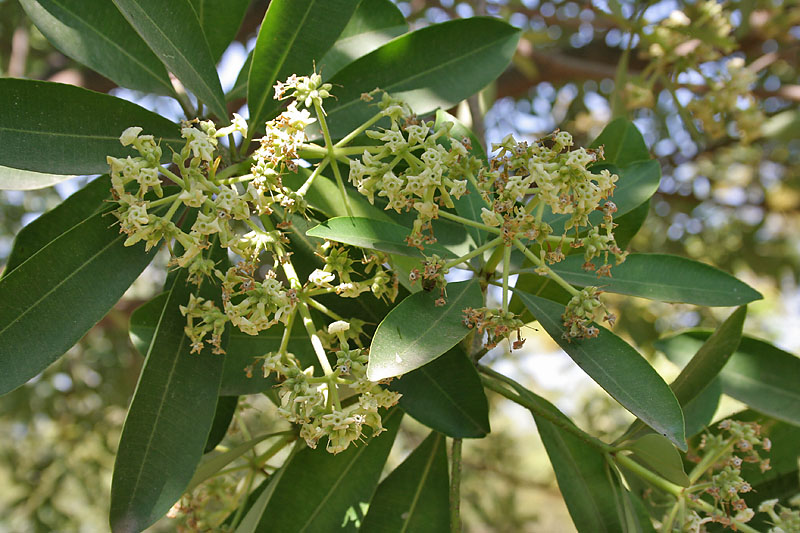
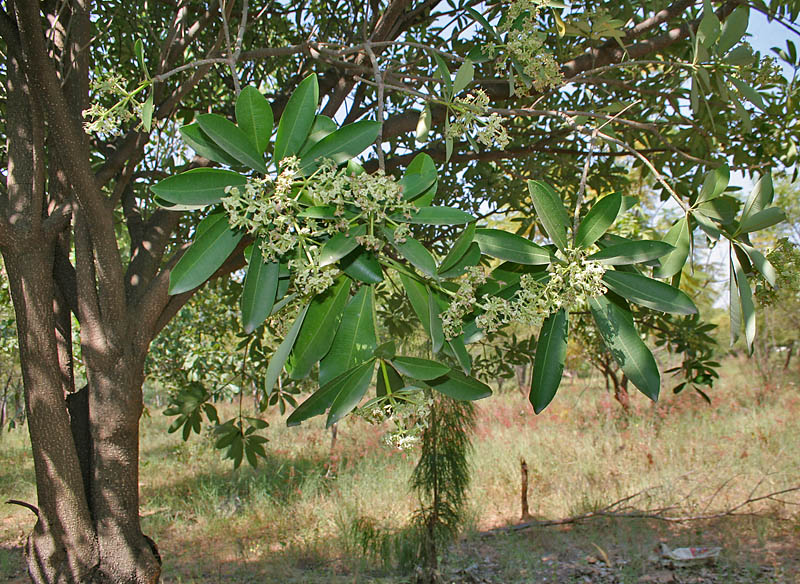
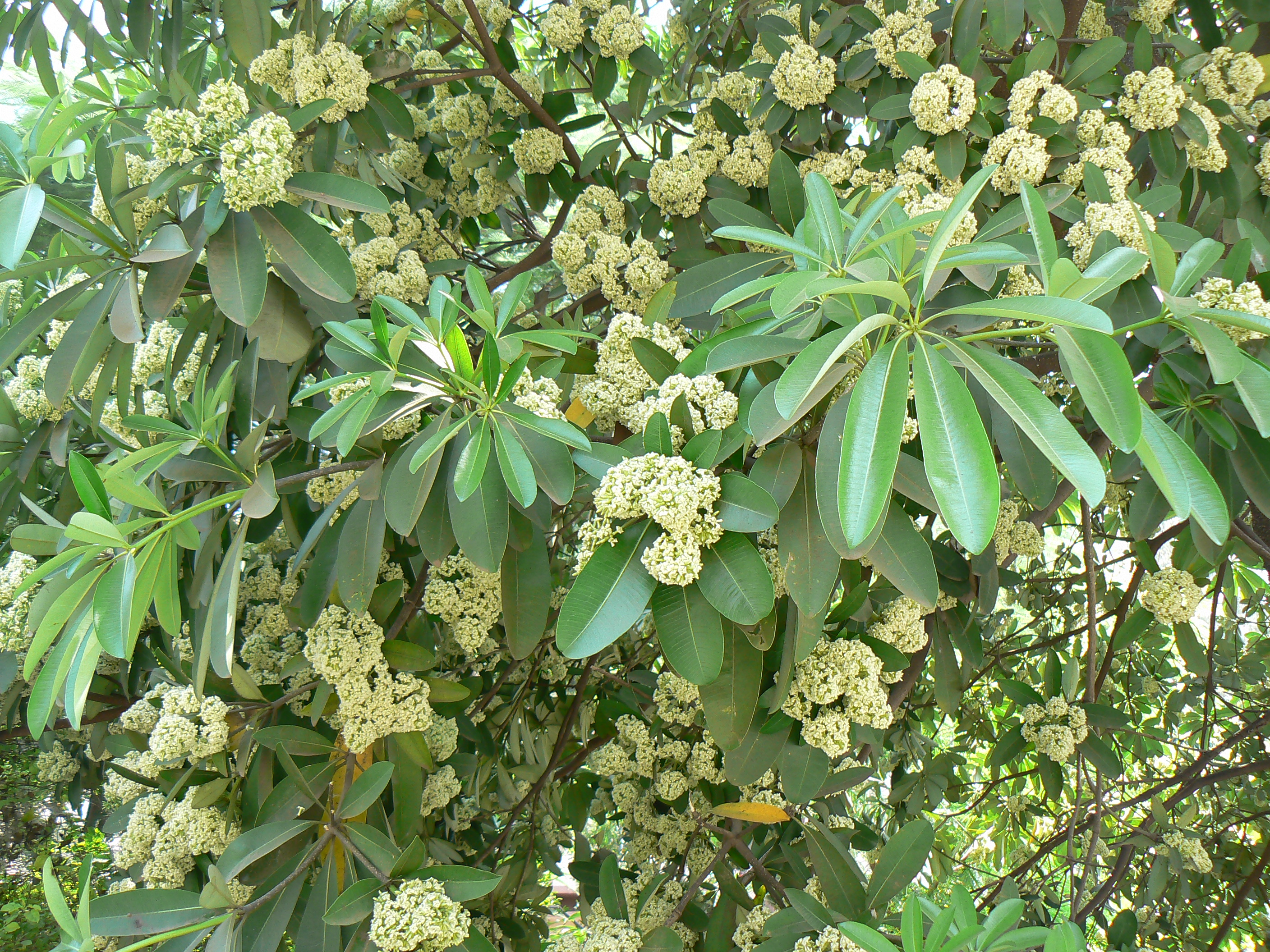
Hoa sữa mùa thu ở Kerala, Ấn Độ.